# Onthophagus histeriformis
Onthophagus histeriformis är en skalbaggsart som beskrevs av Antoine Boucomont 1914. Onthophagus histeriformis ingår i släktet Onthophagus och familjen bladhorningar. Inga underarter finns listade i Catalogue of Life.